# Pei Xiu
Dans ce nom, le nom de famille, Pei, précède le nom personnel Xiu.
Ne doit pas être confondu avec Pei Xiu (dynastie Tang).
Pei Xiu (224–271) était ministre, géographe et cartographe du Royaume de Wei durant la période des Trois Royaumes de Chine, et la dynastie suivante, la dynastie Jin. Pei Xiu avait la confiance de Sima Zhao et participa à la suppression du coup de Zhuge Dan. Suivant Sima Yan intronisé empereur de la nouvelle dynastie Jin, il est privé de sa position, tout comme Jia Chong, pour exaucer la volonté du Ciel. durant l'année 267, Pei est nommé Ministre des Travaux de la dynastie Jin.
Pei Xiu expose et analyse des avancées importantes en cartographie, en géométrie et en mathématiques encore reconnues aujourd'hui. Il critique les cartes de l'ancienne dynastie Han pour leur manque de précision et de qualité dans la représentation et la mesure des distances, même si des découvertes archéologiques du XXe siècle exumant des cartes du IIIe siècle prouvent le contraire. Elles révèlent également que Zhang Heng (78–139) fut le premier à établir un système de grille de référence dans la cartographie chinoise.